# 오각뿔이 붙은 정십이면체
기하학에서, 오각뿔이 붙은 정십이면체는 면 중 하나에 부착된 오각뿔(J2)이 있는 정십이면체로 구성된 존슨의 다면체(J58) 중 하나이다.
존슨의 다면체는 정다각형 면을 가지지만 고른 다면체는 아닌 엄격히 볼록인 다면체 92개이다(즉, 플라톤 다면체, 아르키메데스의 다면체, 각기둥, 또는 엇각기둥이 아니다). 이것은 1966년에 이 다면체를 처음으로 나열한 노만 존슨의 이름을 따왔다.
이러한 오각뿔이 2개 또는 3개 붙어 있을 때, 그 결과는 두 오각뿔이 마주보게 붙은 정십이면체,

두 오각뿔이 비껴보게 붙은 정십이면체, 세 오각뿔이 붙은 정십이면체가 있습니다
1. ↑  Johnson, Norman W. (1966), “Convex polyhedra with regular faces”, 《Canadian Journal of Mathematics》 18: 169–200, doi:10.4153/cjm-1966-021-8, MR 0185507, Zbl 0132.14603.